# 카이킬리우스 메텔루스

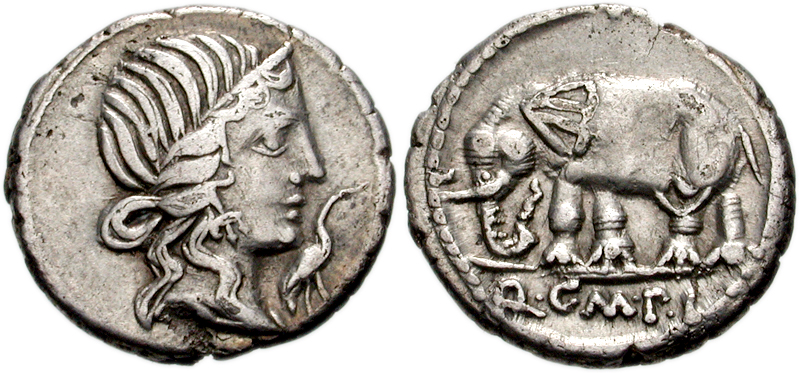

카이킬리우스 메텔루스(Caecilius Metellus)는 로마 공화정 시대의 유력한 귀족가문을 말한다. 기원전 3세기경부터 공화정 말기까지 집정관등 중요한 관직과 군 사령관을 배출한 가문이다.

## 주요 인물
- 퀸투스 카이킬리우스 메텔루스 마케도니쿠스(Quintus Caecilius Metellus Macedonicus) - 제4차 마케도니아 전쟁에서 활약하여 마케도니아를 로마 속주로 합병하는 데 공을 세운 장군. 마케도니우스라는 별칭을 얻음. 기원전 143년의 집정관
- 퀸투스 카이킬리우스 메텔루스 누미디쿠스(Quintus Caecilius Metellus Numidicus) - 원로원 보수파의 리더로서 가이우스 마리우스의 정적. 기원전 109년의 집정관으로 누미디아의 유구르타와 전쟁에서 승리하고 개선하여 누미디쿠스라는 별칭을 얻음. 기원전 102년 민중파인 호민관 사투르니누스를 축출하려다 실패하고 망명하였음. 기원전 91년 죽음
- 퀸투스 카이킬리우스 메텔루스 네포스(Quintus Caecilius Metellus Nepos) - 기원전 98년의 집정관. 결혼 스캔달로 알려진 인물.
- 퀸투스 카이킬리우스 메텔루스 피우스(Quintus Caecilius Metellus Pius) - 메텔루스 누미디쿠스의 외아들. 동맹시 전쟁에서 술라의 부관으로 시작해 술라의 망명, 내전, 독재관 기간 동안 술라의 충실한 부하였음. 기원전 80년의 집정관. 이후 8년간 히스파니아에서 퀸투스 세르토리우스의 반란을 진압하고 로마로 개선함.
- 퀸투스 카이킬리우스 메텔루스 피우스 스키피오 나시카(Quintus Caecilius Metellus Pius Scipio Nasica} - 메텔루스 피우스의 양자로 메텔루스 스키피오로 알려짐, 기원전 52년의 집정관, 폼페이우스의 장인으로 원로원파 군대를 이끌고 율리우스 카이사르와 대적하다 기원전 47년 탑수스 전투에서 전사함.